# Cyrtodactylus laangensis
Cyrtodactylus laangensis — вид ящірок з родини геконових (Gekkonidae). Описаний у 2019 році.

## Поширення
Ендемік Камбоджі. Відомий лише у типовому місцезнаходженні — карстовому утворенні Пном Лаанг (звідси і назва виду) в провінції Кампот на півдні країни.

## Опис
Самці завдовжки до 7,7 см, самиці — до 8,2 см.